# Ella Wishes You a Swinging Christmas
Ella Wishes You a Swinging Christmas ist ein Musikalbum von Ella Fitzgerald.

## Hintergrund
Die Aufnahmen zu Ella Wishes You a Swinging Christmas entstanden im Juli und August 1960. Ella Fitzgerald singt hier einige der bekanntesten US-amerikanischen Christmas-Songs und Weihnachts-Jazzstandards. Die Arrangements schrieb Frank De Vol, der Ella Fitzgerald bei den Aufnahmen mit seinem Orchester begleitete. 2002 brachte Verve eine CD von dieser Weihnachtsplatte heraus, die um einige weitere Aufnahmen erweitert wurde. Außer Monoversionen einiger Lieder, die sie mit Frank DeVol aufgenommen hatte, die aber damals auf einer Single erschienen waren, handelte es sich um den Song The Secret of Christmas, den sie bereits am 3. September 1959 mit Russell Garcia und seinem Orchester eingespielt hatte.

## Titelliste
1. Jingle Bells (James Lord Pierpont) – 2:21
2. Santa Claus Is Coming to Town (J. Fred Coots, Haven Gillespie) – 2:56
3. Have Yourself a Merry Little Christmas (Ralph Blane, Hugh Martin) – 2:56
4. What Are You Doing New Year's Eve? (Frank Loesser) – 3:32
5. Sleigh Ride (Leroy Anderson, Mitchell Parish) – 2:56
6. The Christmas Song (Mel Tormé, Bob Wells) – 3:00
7. Good Morning Blues (Count Basie, Eddie Durham, Jimmy Rushing) – 3:15
8. Let It Snow! Let It Snow! Let It Snow! (Sammy Cahn, Jule Styne) – 2:43
9. Winter Wonderland (Felix Bernard, Dick Smith) – 2:16
10. Rudolph, the Red-Nosed Reindeer (Johnny Marks) – 2:51
11. Frosty the Snowman (Steve Nelson, Jack Rollins) – 2:12
12. White Christmas (Irving Berlin) – 3:02

## Bonustracks (nur auf der CD)
1. The Secret of Christmas (Jimmy Van Heusen, Sammy Cahn) – 2:45
2. Medley: We Three Kings of Orient Are/O Little Town of Bethlehem (John Henry Hopkins, Lewis H. Redner, Phillips Brooks) – 3:35
3. Christmas Island (Lyle L. Moraine) – 2:18
4. The Christmas Song (alternative Aufnahme) – 3:41
5. White Christmas (alternative Aufnahme) – 3:44
6. Frosty the Snowman (alternative Aufnahme) – 2:11

## Kommerzieller Erfolg

### Chartplatzierungen
| Periode   | Höchstplatzierung, GesamtwochenChartplatzierungen (Periode, Platzierungen, Wochen) | Höchstplatzierung, GesamtwochenChartplatzierungen (Periode, Platzierungen, Wochen) | Höchstplatzierung, GesamtwochenChartplatzierungen (Periode, Platzierungen, Wochen) | Höchstplatzierung, GesamtwochenChartplatzierungen (Periode, Platzierungen, Wochen) | Höchstplatzierung, GesamtwochenChartplatzierungen (Periode, Platzierungen, Wochen) |
| Periode   | DE                                                                                 | AT                                                                                 | CH                                                                                 | UK                                                                                 | US                                                                                 |
| --------- | ---------------------------------------------------------------------------------- | ---------------------------------------------------------------------------------- | ---------------------------------------------------------------------------------- | ---------------------------------------------------------------------------------- | ---------------------------------------------------------------------------------- |
| 2019/20   | —                                                                                  | —                                                                                  | —                                                                                  | —                                                                                  | US111 (1 Wo.)US                                                                    |
| 2020/21   | —                                                                                  | —                                                                                  | —                                                                                  | —                                                                                  | US128 (2 Wo.)US                                                                    |
| 2021/22   | —                                                                                  | —                                                                                  | —                                                                                  | —                                                                                  | US118 (3 Wo.)US                                                                    |
| 2022/23   | —                                                                                  | —                                                                                  | CH99 (1 Wo.)CH                                                                     | —                                                                                  | US95 (3 Wo.)US                                                                     |
| 2023/24   | DE47 (1 Wo.)DE                                                                     | AT45 (1 Wo.)AT                                                                     | CH29 (1 Wo.)CH                                                                     | UK68 (1 Wo.)UK                                                                     | US88 (4 Wo.)US                                                                     |
| 2024/25   | DE62 (1 Wo.)DE                                                                     | AT34 (1 Wo.)AT                                                                     | CH28 (1 Wo.)CH                                                                     | UK44 (1 Wo.)UK                                                                     | US61 (4 Wo.)US                                                                     |
| Insgesamt | DE47 (2 Wo.)DE                                                                     | AT34 (2 Wo.)AT                                                                     | CH28 (3 Wo.)CH                                                                     | UK44 (2 Wo.)UK                                                                     | US61 (17 Wo.)US                                                                    |

### Auszeichnungen für Musikverkäufe
| Land/Region     | Auszeichnungen für Musikverkäufe (Land/Region, Auszeichnung, Verkäufe) | Verkäufe |
| --------------- | ---------------------------------------------------------------------- | -------- |
| Dänemark (IFPI) | Gold                                                                   | 10.000   |
| Insgesamt       | 1× Gold ·                                                              | 10.000   |